# コンセルヴェ
コンセルヴェ（伊: MontaConselvegnana）は、イタリア共和国ヴェネト州パドヴァ県にある、人口約10,000人の基礎自治体（コムーネ）。

## 地理

### 位置・広がり

#### 隣接コムーネ
隣接するコムーネは以下の通り。
- アッレ
- バニョーリ・ディ・ソプラ
- カルトゥーラ
- サン・ピエトロ・ヴィミナーリオ
- テッラッサ・パドヴァーナ
- トリバーノ

### 気候分類・地震分類
コンセルヴェにおけるイタリアの気候分類 (it) および度日は、zona E, 2466 GGである。
また、イタリアの地震リスク階級 (it) では、zona 3 (sismicità bassa) に分類される。

## 姉妹都市
- Torcy、フランス
- Jászberény、ハンガリー